# Johannes Blokland
Johannes (Hans) Blokland, född 5 mars 1943, är en nederländsk politiker. Blokland var ledamot av Europaparlamentet 1994–2009.

## Biografi
Blokland var ledamot av Capelle aan den IJssels kommunfullmäktige 1974–1994. Han var rådman i samma kommun 1982–1986 och ledamot av Zuid-Hollands provinsråd 1982–1995.

### Europaparlamentariker
1994 valdes Blokland till Europaparlamentet för Kristliga Unionen-RSP, som var en valsamverkan mellan ChristenUnie och Reformerta samhällspartiet. Fram till 2009 var han gruppledare för denna allians. Efter detta val splittrades dock gruppen sedan de båda partierna hamnat i olika partigrupper i Europaparlamentet.